# 王继勋 (闽)
王繼勳（912年—956年8月20日），字绍元，泉州晋江县（今福建省晋江市）人，五代十国时期闽国宗室大臣，是王审邽的孙子，王延美（还是王审知的养子）的次子。

## 生平
944年，朱文进屠灭了王氏家族，自立为闽主，并任命黄绍颇为泉州刺史。泉州散员指挥使留从效与牙将张汉思、董思安、陈洪进等人杀黄绍颇，自称平贼统军使。留从效拿着泉州的印信去见王继勋，请他出来主持军府的事务。殷帝王延政任命王继勋为侍中、领泉州刺史。945年九月，许文稹率汀州、王继勋率泉州、王继成率漳州，向南唐投降。南唐在建州设置永安军。南唐泉州刺史王继勋写信给威武军节度使李弘义，表示修好。李弘义认为泉州原隶属于威武军，因王继勋致信用对等礼仪而大怒。946年三月，王继勋在开元寺内立“尊胜陀罗尼经幢”；四月，李弘义派弟弟李弘通率兵一万前去讨伐；五月，泉州都指挥使留从效废黜刺史王继勋，代理军府事务，组织军队大败李弘通。上表向南唐报捷，南唐皇帝李璟任命留从效为泉州刺史，将王继勋召到金陵。保大十四年（956年）七月十二日，王继勋在金陵崇礼坊私第去世，享年四十五岁。王继勋好学不倦，能作诗，兼善楷书。今存诗一首，见《全唐诗》卷七六三。